# Banovići
Banovići es una municipalidad y localidad de Bosnia y Herzegovina. Se encuentra en el cantón de Tuzla, dentro del territorio de la Federación de Bosnia y Herzegovina. La capital de la municipalidad de Banovići es la localidad homónima.

## Historia
El asentamiento más antiguo conocido se encuentra en la colina de la aldea de Gradina Tulovići, fechada en el período prehistórico, según con los hallazgos arqueológicos. Existe un sistema de cuevas en la aldea de Pribitkovići, rico en adornos. El origen del nombre del asentamiento es revelado por un Stecak en selo Banović, que, además de ornamentos y la flor de lis tallada en piedra, también tiene una inscripción escrita en alfabeto cirílico.
Hubo varias necrópolis junto a Banovići, que perteneció al condado de Dramešin: Stražba, Draganja y Treštenica. El condado y los asentamientos son mencionados por este nombre también en las fuentes turcas. Este nombre de la provincia se mantuvo hasta el siglo XIX. El desarrollo intensivo de Banovići comenzó con la construcción del tren Banovići-Brčko en 1946. Sólo había unas pocas casas en el asentamiento de Banovići, pero para 1961 ya había 4.611 habitantes. Adquirió todas las características de un entorno de ciudad moderna. Esto se debe a la explotación de lignito y la calidad y la construcción de un gran número de instalaciones industriales de metal y la industria relacionada, así como la construcción de una carretera moderna entre Zivinice y Zavidovici. Debido a su calidad, el lignito Banovići es bien conocido en toda Europa. La explotación de lignito es la base del posterior desarrollo de Banovići, así como del cantón de Tuzla.

## Turismo

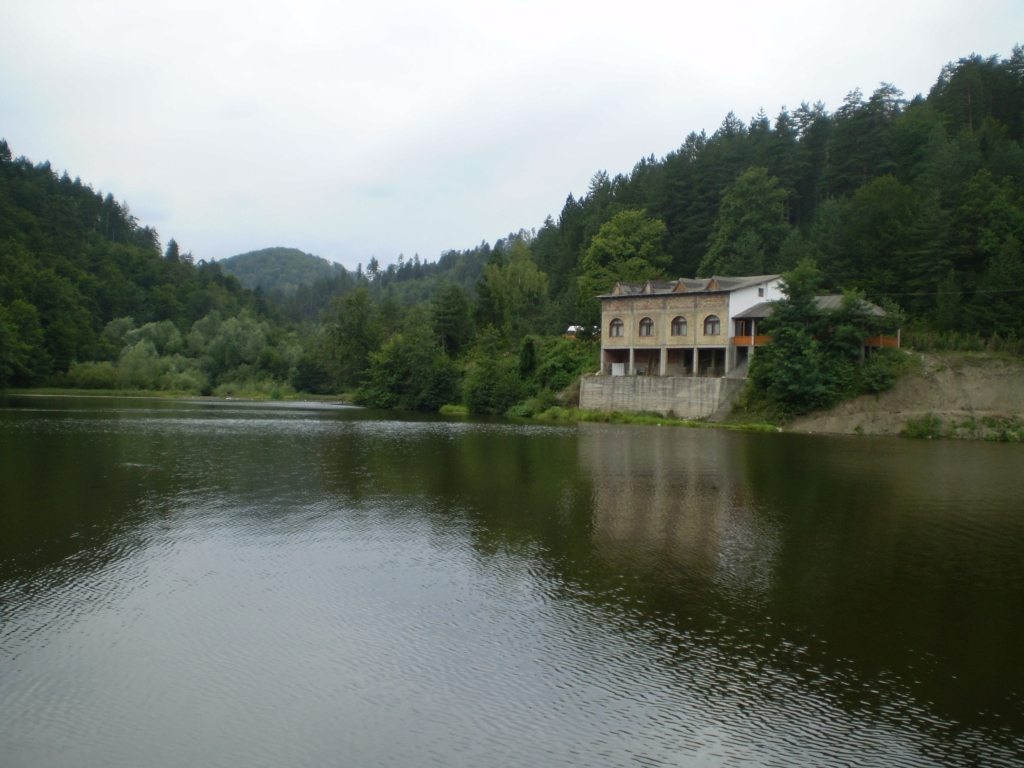
Lago Brestica

Banovići tiene buenas condiciones para el desarrollo del turismo. Su principal atractivo es la práctica de la caza en las laderas de Konjuh. La montaña Konjuh es el hábitat de animales como el oso pardo, venados, lobos, zorros, jabalíes, urogallos y ardillas. También es frecuente la pesca en los ríos de montaña: el Oskova, el Krabanja, el Zlača y el Studešnica. El motel de Zlača es una de las mejores instalaciones turísticas de montaña del cantón de Tuzla. En el pueblo de Pribitkovići hay una serie de cuevas ricamente ornamentadas.

## Localidades

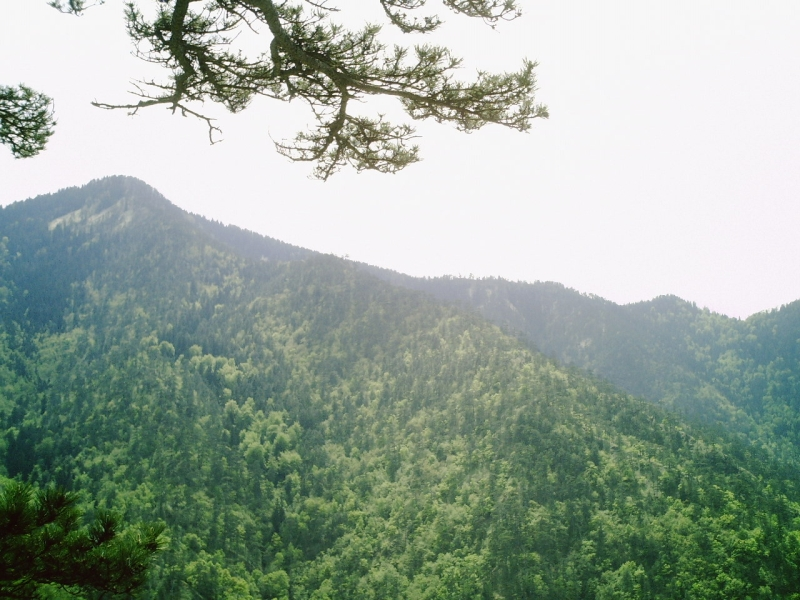
Montaña Konjuh

La municipalidad de Banovići se encuentra subdividida en las siguientes localidades:
- Banovići (pueblo)
- Borovac (Banovići)
- Ćatići
- Gornji Bučik
- Grivice
- Lozna
- Milići (Banovići)
- Mrgan
- Omazići
- Oskova
- Podgorje (Banovići)
- Pribitkovići
- Repnik
- Seona (Banovići)
- Stražbenica
- Treštenica Donja
- Treštenica Gornja
- Tulovići
- Željova

## Economía
"RMU Banovići" es una empresa de Bosnia y Herzegovina que se dedica principalmente a la industria minera. Las principales actividades de la compañía son la explotación subterránea, la explotación de superficie y la separación y distribución de lignito. La compañía opera las minas superficiales de Čubrić, Grivice y Turija, las minas subterráneas de Omazići, y las instalaciones de separación del carbón en Oskova. La empresa tiene alrededor de 2.600 empleados, y vende un 60% de su producción a la cercana central térmica de Tuzla, aunque también suministra carbón a los hogares de Bosnia y lo exporta a Croacia y Serbia.
Otras empresas importantes son la fábrica de estufas "Helios", la de materiales de construcción "FGO" y la de ropa "Borac".

## Demografía
En el año 2009 la población de la municipalidad de Banovići era de 25 749 habitantes. La superficie del municipio es de 185 kilómetros cuadrados, con lo que la densidad de población era de 145 habitantes por kilómetro cuadrado.